# Primož Ulaga
Primož Ulaga   (Ljubljana, 20 de juliol de 1962) és un saltador eslovè, ja retirat, que va competir sota bandera iugoslava durant la 1980 i 1990.
El 1984 va prendre part en els Jocs Olímpics d'Hivern de Sarajevo, on va disputar dues proves del programa de salt amb esquís. Quatre anys més tard, als Jocs de Calgary, va disputar tres proves del programa de salt amb esquís. En les proves individuals finalitzà en posicions força endarrerides, mentre en la prova de salt llarg per equips guanyà la medalla de plata formant equip amb Matjaž Zupan, Matjaž Debelak i Miran Tepeš.
A la Copa del món de salts amb esquí destaca una tercera posició final en l'edició de 1987-1988, així com nou victòries parcials entre 1981 i 1988. També guanyà una medalla de plata al Campionat del món de vol amb esquís de 1988.